# Беринг (льодовик)

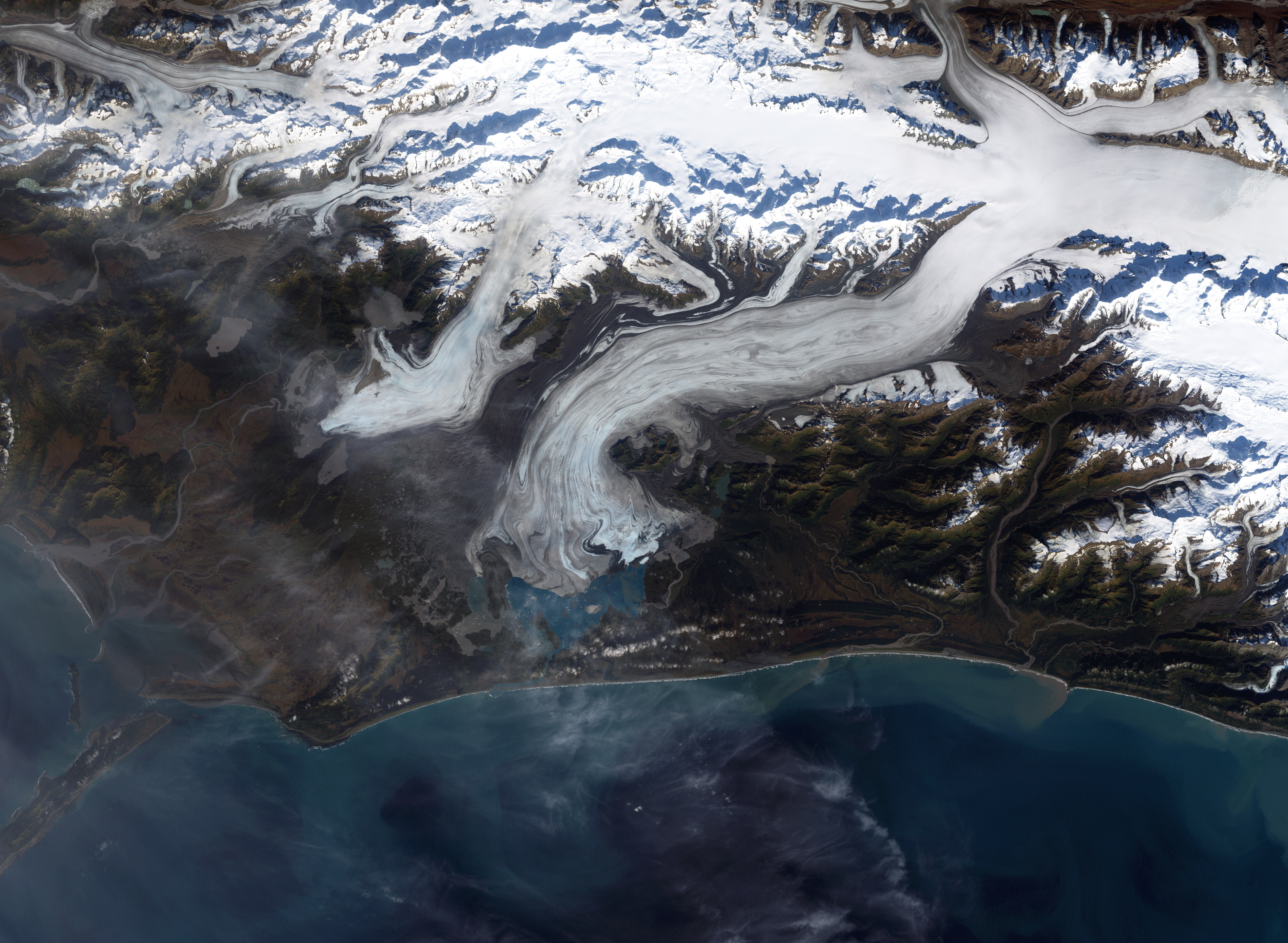
Льодовик Беринг, 29 вересня 2002 року

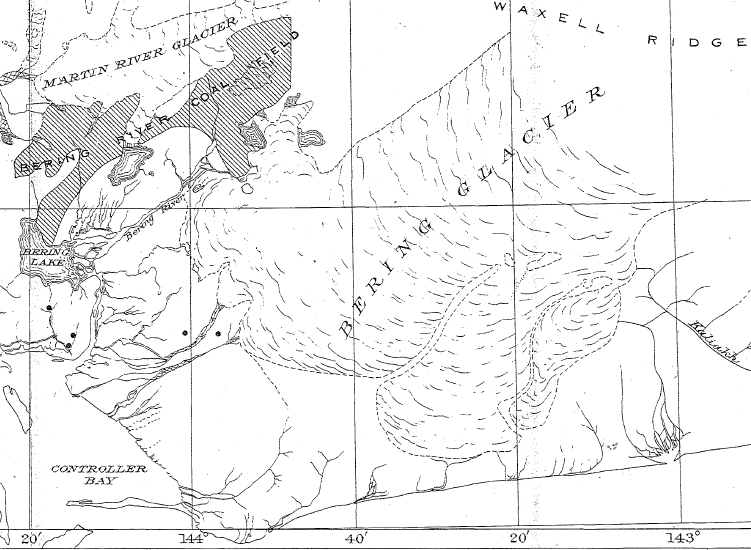
Карта USGS із зображенням Берингового льодовика (1917 р.)

Льодовик Беринг (англ. Bering Glacier) — один з найбільших гірський льодовиків у світі і найбільший льодовик у Північній Америці. Розташований у Чугацьких горах на Алясці (Північна Америка). Довжина цієї крижаної річки від найвіддаленішого витоку 203 км, площа — близько 5800 км². На льодовику беруть початок кілька річок.